# Kánya Gábor
Kánya Gábor (Tiszabecs, 1957. május 18. –) magyar agrárközgazdász, politikus, országgyűlési képviselő.

## Életpályája

### Iskolái
Az általános iskolát Tiszabecsen járta ki. A középiskolát Fehérgyarmaton végezte el. 1975-ben érettségizett a Petőfi Sándor Közgazdasági Szakközépiskolában. 1976–1980 között a Pécsi Tudományegyetemen tanult agrárközgazdász szakon.

### Pályafutása
1975–1976 között sorkatonai szolgálatot teljesített. 1980–1985 között a Kecskemét-Szikrai Állami Gazdaság munkaügyi előadója, 1985–1989 között osztályvezetője volt, 1989-től igazgatója. 

### Politikai pályafutása
1988-tól az MDF tagja. 1990-ben belépett a Nagycsaládosok Országos Szövetségébe. 1990–1992 között a Gazdasági bizottság tagja volt. 1990–1994 között országgyűlési képviselő (Tiszakécske) volt. 1992–1994 között a Mezőgazdasági bizottság tagja volt. 1994-ben és 2006-ban képviselőjelölt volt. 2002-ig az MDF tiszakécskei elnöke volt.

## Családja
Szülei: Kánya Gábor és Márton Berta. Két öccse van: László (1958) asztalos és Sándor (1964) kőműves. 1980-ban házasságot kötött Budai Katalin közgazdásszal. Három gyermekük született: Dávid (1983), Ditta (1985) és Áron (1989).

## Díjai
- Kiváló Munkáért díj (1987)